# 1995–1996-os magyar férfi röplabdabajnokság
Az 1995–1996-os magyar férfi röplabdabajnokság az ötvenegyedik magyar röplabdabajnokság volt. A bajnokságban tizenhét csapat indult el, az előző évi első két helyezett az osztrák, magyar, szlovák, horvát és szlovén csapatok részvételével tartott Interligában szerepelt, a többiek az előző évi szereplés alapján két csoportban (Extraliga: 1-6. helyért, NB I.: 7-15. helyért) négy, illetve két kört játszottak. Az alapszakasz után az Interligában szereplő két csapat és az Extraliga 1-4. helyezettjei egymás közt két kört játszottak, majd play-off rendszerben játszottak a végső helyezésekért. Az Extraliga 5-6. és az NB I. 1-4. helyezettjei egymás közt két kört játszottak a 7-12. helyért, míg az NB I. 5-9. helyezettjei egymás közt két kört játszottak a 13-16. helyért (az ifjúsági válogatott már nem vett részt).
- A Vasas SC és a Tungsram SC röplabda-szakosztálya egyesült Vasas SC-Tungsram néven.
- A Szolnoki RK és a Szolnoki Titász egyesült Szolnoki Titász RK néven.
- A Tatabányai SC új neve Tatabányai EC lett.

## Alapszakasz

### Extraliga
| #  | Csapat                 | M  | Gy | V  | Sz+ | Sz- | P  |
| -- | ---------------------- | -- | -- | -- | --- | --- | -- |
| 1. | Vasas SC-Tungsram      | 20 | 18 | 2  | 57  | 14  | 38 |
| 2. | Kaposvári Balatel RC   | 20 | 14 | 6  | 47  | 25  | 34 |
| 3. | Dunaferr SE            | 20 | 10 | 10 | 40  | 36  | 30 |
| 4. | Kazincbarcikai VSE     | 20 | 10 | 10 | 37  | 35  | 30 |
| 5. | Bácstej RC-Cooptraverz | 20 | 8  | 12 | 31  | 42  | 28 |
| 6. | Zalaegerszegi TE       | 20 | 0  | 20 | 0   | 60  | 20 |

### NB I.
| #  | Csapat                     | M  | Gy | V  | Sz+ | Sz- | P  |
| -- | -------------------------- | -- | -- | -- | --- | --- | -- |
| 1. | LRI-Malév SC               | 16 | 15 | 1  | 45  | 15  | 31 |
| 2. | Nyíregyházi VSC            | 16 | 14 | 2  | 44  | 15  | 30 |
| 3. | Szolnoki Titász RK         | 16 | 12 | 4  | 39  | 21  | 28 |
| 4. | MAFC                       | 16 | 9  | 7  | 31  | 33  | 25 |
| 5. | Tatabányai EC-Vértes Volán | 16 | 7  | 9  | 32  | 34  | 23 |
| 6. | Ifjúsági válogatott        | 16 | 7  | 9  | 31  | 36  | 19 |
| 7. | Testnevelési Főiskola SE   | 16 | 3  | 13 | 23  | 42  | 19 |
| 8. | Veszprémi RC               | 16 | 3  | 13 | 19  | 43  | 19 |
| 9. | Dunaújvárosi Quittner SE   | 16 | 2  | 14 | 19  | 44  | 18 |

* M: Mérkőzés Gy: Győzelem V: Vereség Sz+: Nyert szett Sz-: Vesztett szett P: Pont

## Rájátszás

### 1–6. helyért
| #  | Csapat               | M  | Gy | V | Sz+ | Sz- | P  |
| -- | -------------------- | -- | -- | - | --- | --- | -- |
| 1. | Medikémia-Szeged     | 10 | 9  | 1 | 28  | 5   | 19 |
| 2. | Kaposvári Balatel RC | 10 | 8  | 2 | 26  | 12  | 18 |
| 3. | Vasas SC-Tungsram    | 10 | 5  | 5 | 18  | 17  | 15 |
| 4. | Csepel SC            | 10 | 4  | 6 | 16  | 20  | 14 |
| 5. | Dunaferr SE          | 10 | 3  | 7 | 11  | 24  | 13 |
| 6. | Kazincbarcikai VSE   | 10 | 1  | 9 | 7   | 28  | 11 |

Elődöntő: Medikémia-Szeged–Csepel SC 3:1, 3:1, 3:0 és Kaposvári Balatel RC–Vasas SC-Tungsram 3:0, 3:2, 1:3, 0:3, 2:3
Döntő: Medikémia-Szeged–Vasas SC-Tungsram 3:0, 3:1, 3:0
3. helyért: Kaposvári Balatel RC–Csepel SC 3:0, 3:1, 3:2

### 7–12. helyért
| #   | Csapat                 | M  | Gy | V | Sz+ | Sz- | P  |
| --- | ---------------------- | -- | -- | - | --- | --- | -- |
| 7.  | Bácstej RC-Cooptraverz | 10 | 8  | 2 | 25  | 10  | 18 |
| 8.  | Nyíregyházi VSC        | 10 | 7  | 3 | 25  | 10  | 17 |
| 9.  | LRI-Malév SC           | 10 | 6  | 4 | 20  | 15  | 16 |
| 10. | Szolnoki Titász RK     | 10 | 6  | 4 | 22  | 17  | 16 |
| 11. | Zalaegerszegi TE       | 10 | 2  | 8 | 8   | 27  | 12 |
| 12. | MAFC                   | 10 | 1  | 9 | 8   | 29  | 11 |

### 13–16. helyért
| #   | Csapat                     | M | Gy | V | Sz+ | Sz- | P  |
| --- | -------------------------- | - | -- | - | --- | --- | -- |
| 13. | Tatabányai EC-Vértes Volán | 6 | 4  | 2 | 15  | 13  | 10 |
| 14. | Veszprémi RC               | 6 | 3  | 3 | 13  | 13  | 9  |
| 15. | Dunaújvárosi Quittner SE   | 6 | 3  | 3 | 11  | 13  | 9  |
| 16. | Testnevelési Főiskola SE   | 6 | 2  | 4 | 12  | 12  | 8  |

* M: Mérkőzés Gy: Győzelem V: Vereség Sz+: Nyert szett Sz-: Vesztett szett P: Pont